# Nikè van Samothrake

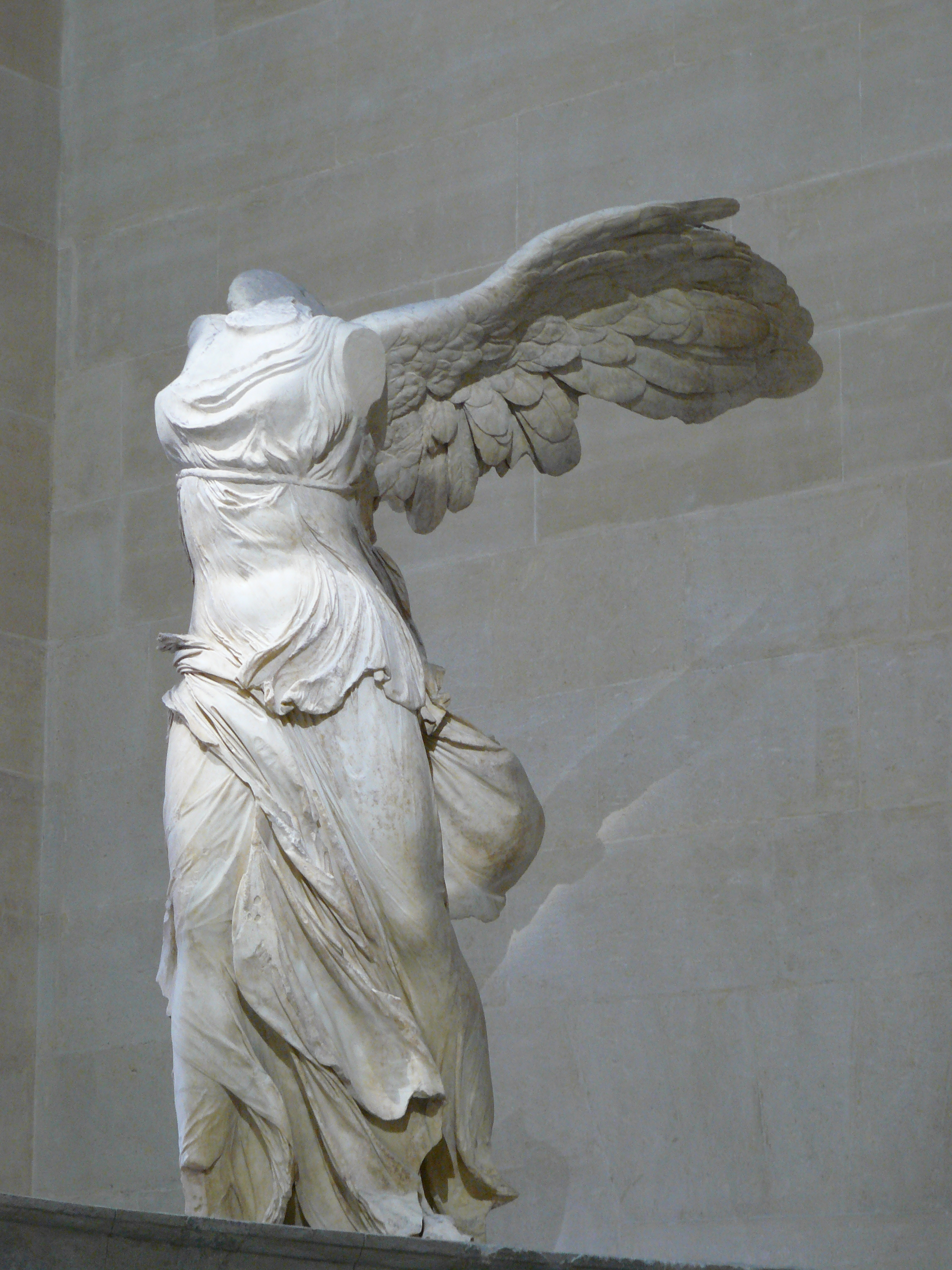
De gevleugelde Nikè van Samothrake driekwart links bekeken (Ma 2369)

De Nikè van Samothrake (Oudgrieks: Νίκη τῆς Σαμοθράκης, Níkê tês Samothrákês) is een hellenistisch marmeren beeld dat de godin van de overwinning Nikè voorstelt.
De beeldhouwer is niet met zekerheid bekend. De stijl is die van de School van Rodos en men vermoedt dat het standbeeld werd gemaakt door de beeldhouwer Pythokritos. Deze beeldhouwer was rond 200 v.Chr. werkzaam.
Het beeldhouwwerk staat sinds 1884 tentoongesteld in het Louvre in Parijs. Het is een van de beroemdste beelden uit de klassieke oudheid en een van weinige die in oorspronkelijk Griekse vorm, en niet via Romeinse kopieën, is overgeleverd.

## Ontdekking en geschiedenis

Plattegrond van het heiligdom van de Grote Goden van Samothrake. Het standbeeld stond op nummer 9.

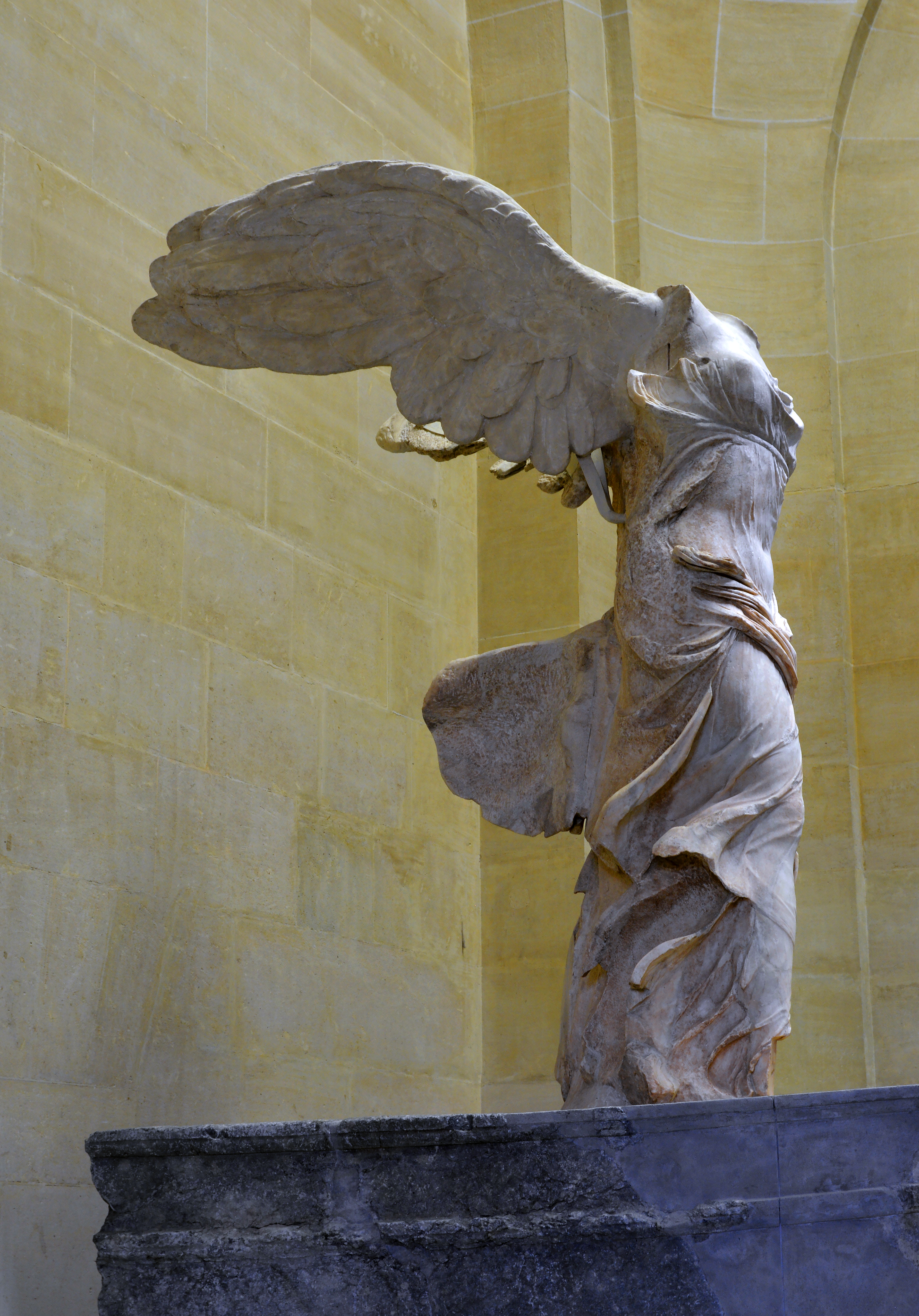
De gevleugelde Nikè van Samothrake rechts bekeken (Ma 2369).

Het beeld werd in stukken gevonden op 15 april 1863 op het Egeïsche eiland Samothrake door de Franse viceconsul van het Ottomaanse Rijk en amateurarcheoloog Charles Champoiseau. Champoiseau identificeerde de buste en het lijf als een voorstelling van Nikè, die meestal wordt afgebeeld als een gevleugelde vrouw. De fragmenten werden ter plaatse samengevoegd en in 1863 naar het Louvre verstuurd.
In 1873 en 1875 deed een Oostenrijks archeologisch team verdere opgravingen in het gebied. Dit team vond meer fragmenten en twee vingers. Deze werden naar het Kunsthistorisch Museum van Wenen overgebracht.
In 1879 vond Charles Champoiseau grote stukken grijs marmer die dienden als voetstuk (in de vorm van de voorsteven van een schip) van het standbeeld, een voorstelling die men ook terugvindt op tetradrachmes van Demetrios Poliorketes geslagen na zijn overwinning op Ptolemaios I bij Salamis op Cyprus in 306 v.Chr. Het beeld werd daarom hersteld naar dit voorbeeld, namelijk met een trompet in de hand. Toen Jean Charbonneaux echter tijdens opgravingen in 1950 de rechterhand ontdekte, sprak deze vondst de reconstructie tegen: de hand was namelijk bijna volledig geopend en had gestrekte vingers. Men realiseerde zich kort na 1950 dat de twee vingers die in het Kunsthistorisch Museum van Wenen werden bewaard toebehoorden aan de rechterhand.
Dankzij de verschillende opgravingen en reconstructies kwam men tot de conclusie dat het standbeeld op een rechthoekige verhoging stond. Deze verhoging kijkt uit over de Egeïsche Zee en staat aan het uiteinde van het terras op de zijkant van een heuvel die uitstak boven het theater van het heiligdom van de Grote Goden van Samothrake. Het was ontworpen om in driekwart profiel van links bekeken te worden, want de rechterzijkant is grof afgewerkt. Een replica van gips bevindt zich in het museum bij de originele locatie van het heiligdom van de Grote Goden van Samothrake.
Met behulp van de verschillende originele stukken maakte men in 1884 in het Louvre een gespiegeld afgietsel van de rechtervleugel van het beeld, en tevens reconstructies van de linkerborst en de rug van de buste.

## Het beeld

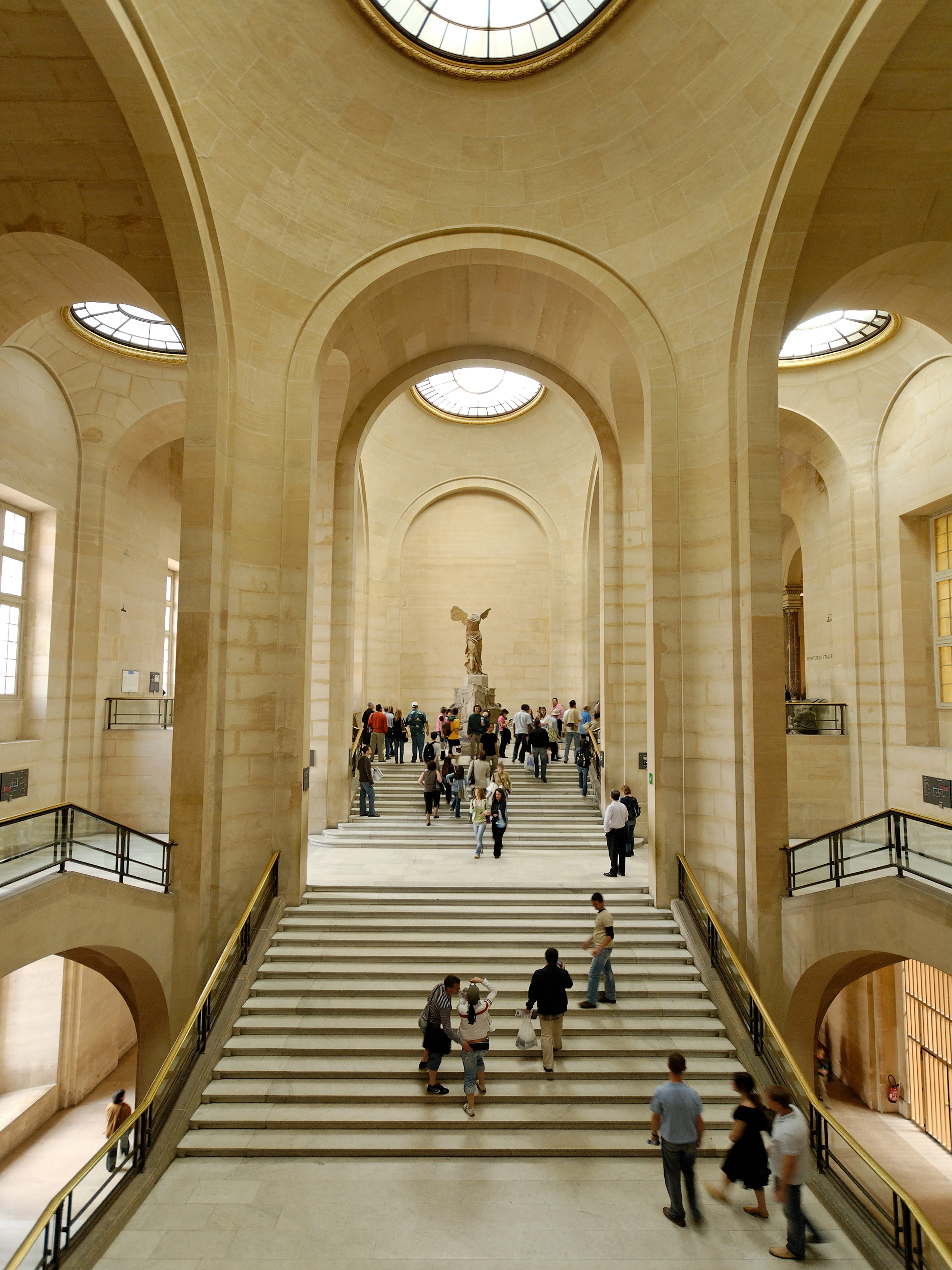
De gevleugelde Nikè van Samothrake aan de Darutrap

### Beeldhouwstijl
Het beeld werd gemaakt tijdens de hellenistische periode (323 v.Chr.–30 v.Chr.). Tijdens deze periode evolueerde de Oud-Griekse beeldhouwkunst, door zijn contact met het oosten, in de richting van meer realisme, individualisme en naturalisme. De kunstenaars wilden het typische, het menselijke van figuren weergeven en beeldden dus 'echte' mensen uit. De beeldhouwers streefden er ook naar om een bepaald gevoel (pathos) weer te geven. Vrouwelijke beelden toonden in deze periode zonder schroom hun naaktheid.

### Nikè
Het beeld is een meesterstuk van leven, beweging en realisme en straalt allure uit. Het stelt een gevleugelde vrouw voor, de allegorie van de overwinning. Het beeld geeft het ogenblik weer waarop de gevleugelde Nikè neerdaalt op de voorsteven van een schip. Door de hevige wind kleeft haar zeer fijne chiton aan haar lichaam, waardoor haar sierlijke vormen zichtbaar worden (techniek van het drapé mouillé). Het beeld is met vleugels 3,28 meter hoog en zonder de vleugels 2,38 meter hoog. Het is vervaardigd van wit marmer afkomstig van het Griekse eiland Paros.

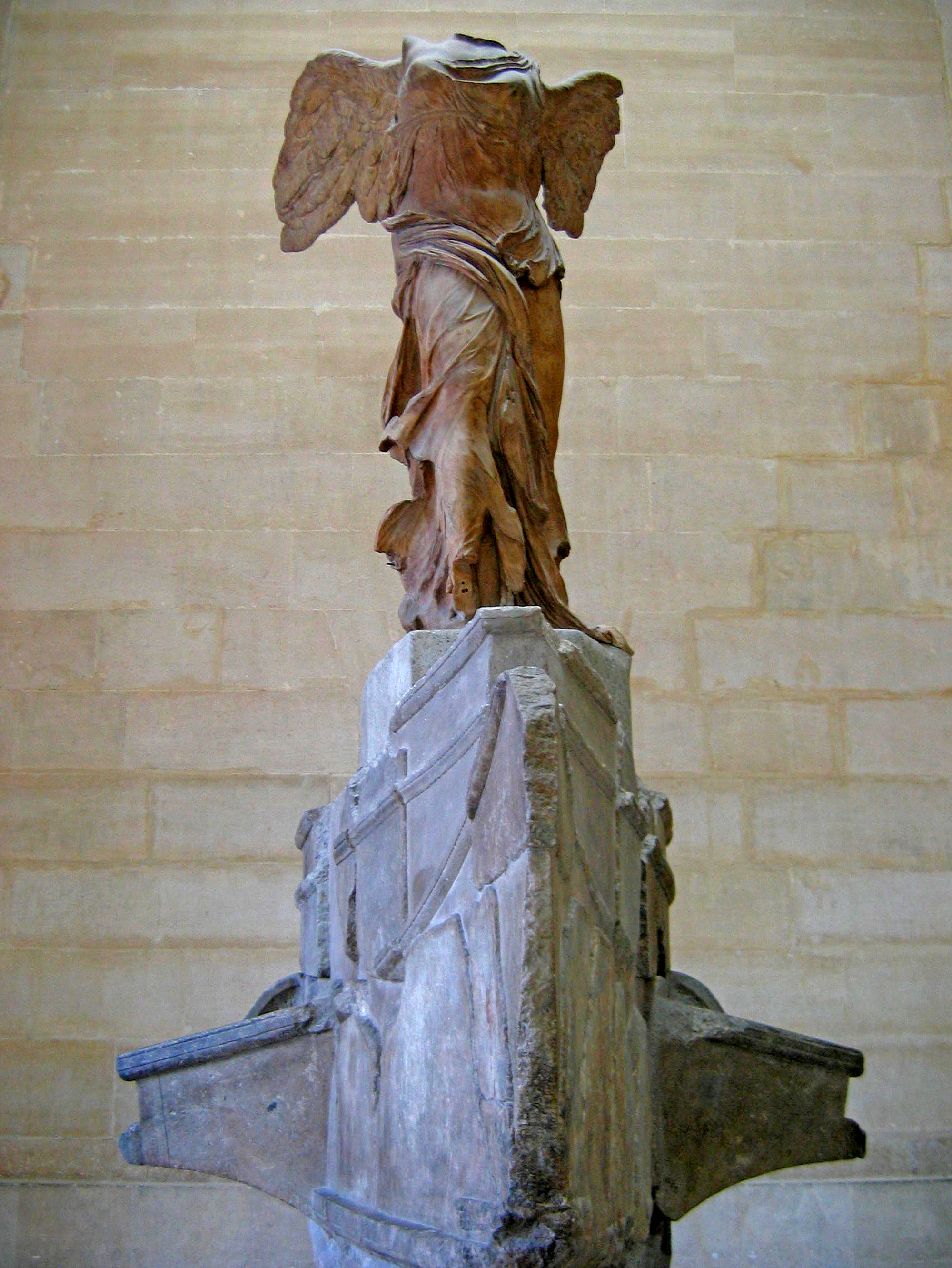
De gevleugelde Nikè van Samothrake op haar sokkel van voren (Ma 2369)

Het standbeeld is echter beschadigd en het mist het hoofd en de armen. Deze werden (nog) niet teruggevonden. Aan de hand van het torso kan men afleiden dat de rechterarm opgeheven was. Men vermoedde lange tijd dat het beeld in de rechterhand een trompet vasthield. Met de ontdekking van de rechterhand in 1950 moest men echter vaststellen dat er geen attribuut in de hand kan hebben gezeten. De hand is immers grotendeels open en heeft gespannen vingers waardoor het onmogelijk is dat daarmee een trompet kon worden vastgehouden.
De teruggevonden hand bevindt zich nu in een glazen kast naast het standbeeld. De linkerarm bevond zich waarschijnlijk naast het lichaam en hield vermoedelijk een trofee in de hand.
De rechtervleugel van het beeld is een symmetrische gipsen versie van de originele linkervleugel. Tijdens verschillende opgravingen werden allerlei stukjes van de originele rechtervleugel gevonden. Daaruit bleek dat de afwerking van de rechterkant van het standbeeld oppervlakkiger is dan die van de linkerkant. Hieruit wordt opgemaakt dat het beeld bedoeld was om driekwart profiel van links bekeken te worden.
Het beeld bestaat uit zes afzonderlijk afgewerkte blokken marmer: het lichaam, de buste, de beide armen en de beide vleugels. Deze werkwijze is typisch voor beelden uit de hellenistische periode en werd voornamelijk gebruikt om materiaal te besparen. Men kon makkelijker werken met kleine blokken marmer. De blokken werden door middel van bronzen krammen aan elkaar gezet.

### Schip en sokkel
Het voetstuk van het standbeeld is vervaardigd uit grijs marmer. Onder het voetstuk bevindt zich de voorsteven van een schip, waarschijnlijk een hemiolia. Het grijze marmer is afkomstig uit Lartos, een stad aan de zuidoostkust van het eiland Rodos.

## Datering en toeschrijving

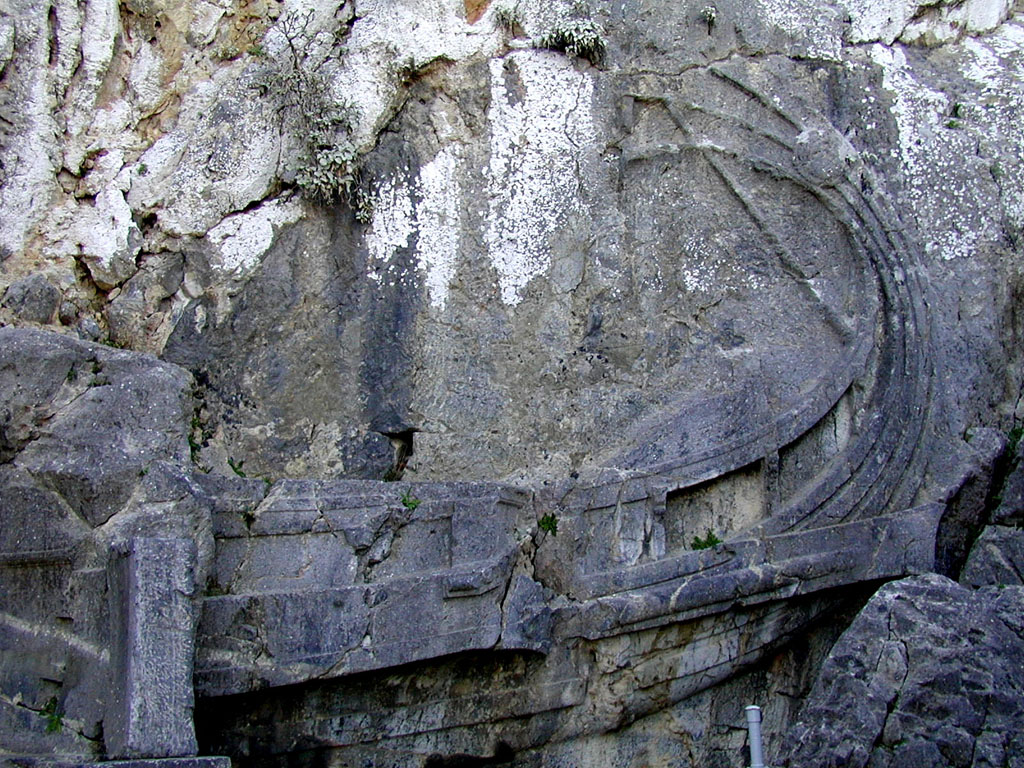
Sculpturaal reliëf, dat een schip voorstelt, getekend Pythokritos op de muur van de akropolis van Lindos

Het beeld werd waarschijnlijk vervaardigd tussen 200 v.Chr. en 190 v.Chr. ter ere van een zeeoverwinning rond 200 v.Chr. op Antiochus de Grote door Eudamos van Rodos. In de 3e eeuw v.Chr. was Rodos een machtige zeenatie in de Egeïsche Zee.
Champoiseau dacht echter ten tijde van de opgraving dat het beeld tussen 295 v.Chr. en 289 v.Chr., na een gewonnen zeeslag nabij Cyprus, vervaardigd werd in opdracht van de Macedonische generaal Demetrius I Poliocretes. In 1910 kwam men tot het besef dat Samothrake tijdens die periode overheerst werd door Lysimachus, een vijand van Demetrius, en dat Lysimachus nooit een dergelijk monument als de Nikè zou hebben laten bouwen.
Dankzij ceramisch materiaal, gevonden tijdens de opgraving, heeft men kunnen aantonen dat het voetstuk dateert van rond 200 v.Chr.
Deze periode komt overeen met de periode waarin de beeldhouwer Pythokritos, zoon van Timocharis, die bij Plinius maior en in meerdere inscripties op voetstukken voorkomt, werkzaam was. Pythokritos is bekend als de maker van een van de monumenten op de akropolis van Lindos. Bovendien had Champoiseau in 1892, in de onmiddellijke omgeving van het beeld, een Lartosmarmeren fragment (van het voetstuk) gevonden met de partiële inscriptie "...Σ ΡΟΔΙΟΣ", wat hersteld zou kunnen worden tot "[ΠΥΘΟΚΡΙΤΟ]Σ ΡΟΔΙΟΣ", oftewel "[Pythokrito]s Rhodios": de Pythokritos van Rodos. Het verband met de exedra (diepe nis) waarin de Nikè was opgesteld is echter niet vastgesteld. Vooral het feit dat er maar een kleine "nis" is, maakt aannemelijk dat het een voetstuk van een statuette betreft. Met de inscriptie kan men aantonen dat het standbeeld werd gemaakt rond 220 jaar v.Chr. om een behaalde overwinning nabij Rodos te vieren.
Een andere hypothese stelt dat het beeld een votiefoffer was van Antigonos II Gonatas na zijn overwinning tegen de Ptolemaeën bij Kos, rond 250 v.Chr.. Bekend is namelijk dat Antigonos een beeld heeft gewijd op Kos. De mogelijkheid bestaat dat hij ook een ander beeld te Samothrake heeft gewijd aan die overwinning, daar Samothrake een heiligdom was dat gewoonlijk onder de bescherming van de Antigoniden stond.
Er zijn geleerden die de Nikè vergelijken met personages op de fries van het Zeusaltaar van Pergamon, waarvan de beeldhouwers in hun tijd een grote reputatie genoten.

## Invloed op de moderne kunst
Het beeld werd na de ontdekking een cultureel icoon dat veel kunstenaars inspireerde.
- Het beeld inspireerde de schilder Abbot Handerson Thayer tot het schilderen van zijn schilderij The Virgin (1892-1893). Charles Lang Freer, die het doek in 1893 had aangekocht, zou het in 1910 naast een gipsen kopie van de Nikè van Samothrake laten plaatsen om te wijzen op deze inspiratiebron van Thayer.[20]
- De schrijver Filippo Tommaso Marinetti gaf in 1909 zijn Futuristisch Manifest uit. Hij wilde dat zijn beweging, het futurisme, zich afzette tegen de esthetiek van de gevleugelde Nikè van Samothrake. Hij provoceerde zijn lezers met de bewering dat "het futurisme mooier was dan het beeld".[21]
- De mascotte van Rolls-Royce, de Spirit of Ecstasy, is gebaseerd op de Nikè van Samothrake.
- De eerste voetbaltrofee voor het FIFA-wereldkampioenschap, gemaakt in 1930 door Abel Lafleur, is geïnspireerd door het beeld.
- De beeldhouwer Augustus Saint-Gaudens liet het beeld van Generaal Sherman op een in 1900 in New York geplaatst monument door een levensgrote, op de Nikè van Samothrake gebaseerde en geheel vergulde vrouwenfiguur, vergezellen.[22]
- De schilder Salvador Dali maakte een hemelsblauwe, en daardoor surrealistische versie van het beeld.
- Er bestaan over de gehele wereld verspreid kopieën van de Nikè van Samothrake, onder meer in verschillende musea en galerieën. Zo bevindt zich een levensgrote kopie buiten het Caesars Palace, een casino in Las Vegas.
- De Nikè van Samothrake staat centraal in een nieuw kunstwerk van de Vlaamse artiest Arne Quinze. Op de locatie van het dancefestival Tomorrowland in het Belgische Boom, wordt ter ere van het tienjarig bestaan van het festival een permanente brug gebouwd. Hierop krijgt de Nikè een prominente plek.
- Het logo van sportmerk Nike is gebaseerd op de vleugel van dit kunstwerk.

## Voetnoten
1. 1 2  Plinius maior, Naturalis Historia XXXIV 19.
2. ↑  M. Hamiaux, Les sculptures grecques, II, Parijs, 1998, p. 27.
3. ↑  B. Holtzman, art. Victoire de Samothrace, vers 190 avant J.-C., in Encyclopædia Universalis (2007).
4. 1 2  R.R.R. Smith, Hellenistic Sculpture, Londen, 1996, p. 78.
5. ↑  J. Charbonneaux, La Main Droite de la Victoire de Samothrace, in Hesperia 21 (1952), p. 44-46.
6. 1 2  R.R.R. Smith, Hellenistic Sculpture, Londen, 1996, p. 78; M. Hamiaux, Les sculptures grecques, II, Parijs, 1998, p. 27.
7. ↑  M. Hamiaux, Les sculptures grecques, II, Parijs, 1998, p. 32-33.
8. ↑  Ma 2369 (door het museum van Samothrake in bewaring gegeven aan het Louvre. Ook een teen (?) van de rechtervoet is in bewaring gegeven (Ma 2369 ter).).
9. ↑  B. Holtzmann - A. Pasquier, Histoire de l'art antique: l'art grec, Parijs, 1998, p. 259.
10. ↑  M. Hamiaux, Les sculptures grecques, II, Parijs, 1998, p. 32-33; cf. A. Neumeyer, Victory without Trumpet, in College Art Journal 16 (1957), p. 198-211.
11. ↑  M. Hamiaux, Les sculptures grecques, II, Parijs, 1998, p. 27; R.R.R. Smith, Hellenistic Sculpture, Londen, 1996, p. 78.
12. ↑  L. Casson (Hemiolia and Triemiolia, in The Journal of Hellenic Studies 78 (1958), p. 17 (voetnoot 20).) heeft de argumentatie van C. Blinkenberg (Triemiolia. Etude sur un type de navire Rhodien, Kopenhagen, 1936, p. 21-44) voor een zekere identificatie als triemiolia ontkracht.
13. ↑  Dit werd gezegd door Hatzfeld in 1910
14. ↑  J. Hatzfeld, Démétrius Poliorcète et la Victoire de Samothrace, in Rev. Arch.4 15 (1910), p. 132-138.
15. ↑  Fragment Ma 4194.
16. ↑  H. Thiersch, Die Nike von Samothrake: ein rhodisches Werk und Anathe, in NAkG (1936), p. 338-340.
17. ↑  M. Hamiaux, Les sculptures grecques, II, Parijs, 1998, p. 41, nr. 51.
18. ↑  R.R.R. Smith, Hellenistic Sculpture, Londen, 1996, p. 79.
19. ↑  M. Hamiaux, La Victoire de Samothrace, in Monuments et mémoires de la fondation Eugène Piot 43 (2000).
20. ↑  A Virgin (1892-1893), asia.si.edu (2007).
21. ↑  F.T. Marinetti, The Futurist Manifesto, 1909.
22. ↑  Afbeelding op www.sgnhs.org

- Bibliothèque nationale de France: cb12120693h (data)
- Gemeinsame Normdatei: 4202608-8
- Library of Congress Control Number: n2013003823
- Système universitaire de documentation: 029619505
- Virtual International Authority File: 190487421